# Сражение при Сент-Джордж Кей
Сраже́ние при Сент-Джордж Кей было короткой военной операцией, которая длилась с 3 по 10 сентября 1798 года у берегов Британского Гондураса (современный Белиз). Однако это название, как правило, применяется для финальной битвы, которая произошла 10 сентября. Испанцы и ранее пытались изгнать поселенцев в 1716, 1724, 1733, 1747, 1751 и 1779 годах. Таким образом, сражение 10 сентября 1798 года было последней попыткой испанцев установить контроль над этим районом. Битва произошла между вторгшимися силами из Мексики, которые пытались захватить территорию Белиза, и небольшим отрядом местных лесорубов (они назывались Baymen), которые защищали свои земли при поддержке чёрных рабов. После окончательного сражения, длившегося два с половиной часа, изнуренные от болезней испанцы отступили, и британцы объявили себя победителями. Сегодня день битвы при Сент-Джордж Кей в Белизе является национальным праздником и выходным днём, хотя многие историки и оспаривают значение и важность этого события.

## Предыстория
Территория современного Белиза была предметом спора между Великобританией и Испанией уже с середины XVIII века. Хотя Испания никогда не занимала Белиз, она считала его частью её Центрально-американских владений, таких как Мексика и Гватемала. Англичане начали колонизировать эту территорию с 1638 года сначала для добычи кампешевого дерева, а позже красного дерева. Испания признала права Британии на эти земли по условиям Парижского договора (подписан в 1763 году), но отказалась провести границы (это показало бы, что Испания отказывается от своих притязаний на эти области), что привело к дальнейшим спорам. В сентябре 1779 года испанцы атаковали британское поселение на Сент-Джордж Кей и вывезли оттуда всех поселенцев, так что с 1779 по 1782 годы посёлок был заброшен. В 1783 году после подписания Версальского договора 1783 года военные действия прекратились, что позволило Baymen вновь поселиться на территории между реками Белиз и Рио-Ондо, этот район был расширен до реки Сибан Лондонской конвенцией 1786 года. При этом по условиям конвенции английские поселенцы не имели права строить укрепления, содержать вооружённые силы или создавать какую-либо форму самоуправления. Согласно этому соглашению Британия ликвидировала свою колонию Москито-Бэй на берегу Никарагуа. Около 2 тысяч поселенцев и их рабов оттуда перебралось в Белиз в 1787 году. Несмотря на соглашение, в колонии создавались крупные плантации и продолжал существовать выборный магистрат. Крупные плантаторы не желали подчиняться британскому суперинтенданту, и колония продолжала оставаться полунезависимой.

## Обострение конфликта
В 1796 году при посещении колонии испанский инспектор Хуан О’Салливан заявил, что британцы вторглись на испанские территории в Мексике в районе реки Рио-Ондо. После его возвращения в Испанию начались военные действия между Великобританией и Испанией. Испанцы решили воспользоваться ситуацией и прогнать британских поселенцев из Белиза. Колонисты обратились за помощью к ямайскому губернатору Александру Линдсею, 6-му графу Балкарресу. Несмотря на то, что  в это время шла война с маронами, губернатор послал колонистам оружие и боеприпасы, а в декабре 1796 года прислал ещё и коммандера Томаса Дандаса с судном HMS Merlin. Но вместо подготовки к защите Дандас начал вмешиваться в местные дела, что сократило добычу кампешевого дерева. Тогда Балкаррес послал для наведения порядка подполковника Томаса Барроу, назначив того суперинтендантом. Барроу сразу же начал готовиться к обороне, 11 февраля 1797 года ввёл военное положение и приказал остановить все работы. Несогласные с его планами по защите Baymen 1 июня 1797 года собрали открытое заседание магистрата. На этой встрече они проголосовали 65 голосов против 51 за защиту поселения и сотрудничество с Барроу. Число его сторонников значительно уменьшилось в сентябре 1798 года, когда пришли новости о размере приближающегося испанского флота. Дон Артур О'Нил, губернатор Юкатана и командующий экспедицией, смог собрать:
…Два больших фрегата, вооруженный бриг, два шлюпа и четыре канонерские лодки, несущие каждая по 24-фунтовой пушке на носу; с несколькими другими вооруженными судами, прибыли в Кампече, и приняв на борт около 300 военнослужащих, сделали остановку на острове Косумель, там два фрегата и бриг дезертировали и вернулись в Веракрус…
Общая численность сил вторжения составляла 20 судов, 500 матросов и 200 солдат. И хотя число испанцев снизилось из-за вспышек жёлтой лихорадки, тем не менее, этого было достаточно, чтобы испугать Baymen.
Капитаном Merlin в 1798 году по приказу Барроу стал Джон Мосс. Когда 18 июля 1798 года испанский флот достиг острова Косумель, это вынудило поселенцев принять решение вооружить своих рабов, факт, который затем повлиял на исход сражения. Некоторые поселенцы потребовали эвакуации, но Балкаррес проигнорировал их и ввёл военное положение с 26 июля. Английские силы были меньше, чем испанские: шлюп Merlin, две канонерских лодки, Towzer и Tickler, с одной 18-фунтовой пушкой и 25 членами экипажа каждая, под командованием двух торговых капитанов, Гелстона и Хосмера, которые привели с собой некоторых членов экипажа; Mermaid, с одной короткой 9-фунтовой пушкой и 25 матросами; две шхуны, Swinger и Teazer, с шестью пушками и 25 членами экипажа каждая, и восемь небольших канонерок, с одной 9-фунтовой пушкой и 16 матросами. Большая часть их экипажей, за исключением Towzer и Tickler, состояла из добровольцев «колониальных войск». Кроме того, было ещё 700 солдат, готовых отразить нападение с суши.

## Нападение

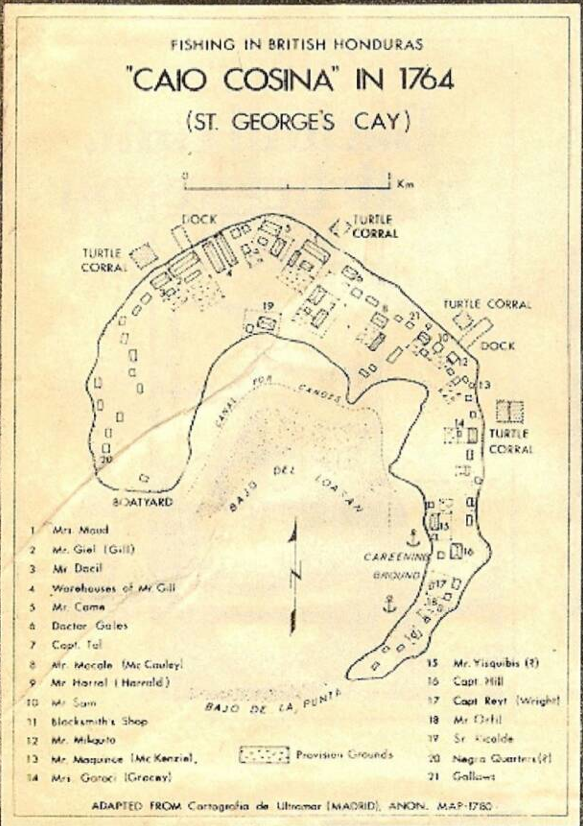
Карта Сент-Джордж Кей 1764 года

3 сентября 1798 года испанцы с пятью судами попытались преодолеть мелководье возле Монтего-Кей. Tickler, Swinger и Teazer сразу же атаковали эти пять испанских судов и с наступлением темноты заставили их отступить. На следующий день, 4 сентября, испанцы вновь попытались преодолеть мелководье и вновь были вынуждены отступить. 5 числа те же испанские суда в сопровождении двух других кораблей и нескольких шлюпок, заполненных солдатами, попытались преодолеть то же мелководье в другом месте, но были отбиты, понеся потери. Не сомневаясь, что следующей целью испанцев будет захват Сент-Джордж Кей, от которого они могли бы легко достичь побережья Белиза и там напасть на жителей и уничтожить город, капитан Мосс в ночь на 5 сентября повёл туда свой флот и к полудню следующего дня достиг места назначения. В это время двенадцать самых больших испанских судов полным ходом приближались к острову, но увидев так близко Merlin и флотилию канонерских лодок, отступили и вернулись к месту своей прежней стоянки. Испанские суда не предпринимали попыток атаковать англичан и до 10 сентября стояли на якоре среди отмелей, на расстоянии четырёх-пяти миль от Merlin и канонерских лодок.
10 сентября в 13:00 девять вооруженных шлюпок и шхун с солдатами на борту преодолели канал, который отделял их от Merlin. Пять более мелких судов, также с войсками на борту, встали на якоре с наветренной стороны на расстоянии около мили, а оставшаяся часть испанской флотилии оставалась в районе косы Лонг-Кей, как будто ожидая окончания битвы. Испанские суда подошли к англичанам на расстояние пушечного выстрела и встали на якорь. Предположив, что они попытаются атаковать Towzer и Tickler, которые находились к испанцам гораздо ближе, чем основная часть флотилии, капитан Мосс в 13:30 приказал сниматься с якоря. Британские суда сразу же открыли огонь по противнику, испанцы начали отвечать, и канонада продолжалась два с половиной часа.
Затем испанцы в спешке отступили, везя на буксире с помощью шлюпок большую часть своих судов. Со стороны англичан не пострадал ни один человек, но испанцам, судя по поспешности их отступления, повезло меньше. Из-за мелководья Мерлин был не в состоянии преследовать испанские суда, а остальная часть британской флотилии без его поддержки значительно уступала им по силе. Испанские суда ещё оставались несколько дней на некотором удалении от берега, пока в ночь на 15 сентября не отплыли обратно в Веракрус.

## Последствия
Испанцы больше не предпринимали попыток захватить Белиз. В начале XIX века Великобритания попыталась установить более жёсткий административный контроль над поселениями в Белизе, требуя, в частности, под угрозой приостановки деятельности Народного собрания, соблюсти указания британского правительства об отмене рабства. Официально рабство было отменено в 1838 году. С 1840 года англичане стали называть эту территорию Британским Гондурасом. В 1862 году Британия официально объявила Британский Гондурас своей колонией, а во главе администрации вместо суперинтенданта был поставлен вице-губернатор.
К 100-летию битвы правительство Белиза объявило 10 сентября национальным праздником, это событие отмечается как день Сент-Джордж Кей. Также в 1998 году банк Белиза выпустил три памятных монеты в честь 200-летия битвы.